# Boby na Zimních olympijských hrách 1984
Boby na olympiádě v Sarajevu.

## Medailové pořadí zemí
| Pořadí | Země                                 | Zlato | Stříbro | Bronz | Celkově |
| ------ | ------------------------------------ | ----- | ------- | ----- | ------- |
| 1.     | Německá demokratická republika (GDR) | 2     | 2       | 0     | 4       |
| 2.     | Švýcarsko (SUI)                      | 0     | 0       | 1     | 1       |
| 2.     | Sovětský svaz (URS)                  | 0     | 0       | 1     | 1       |
|        | Celkem                               | 2     | 2       | 2     | 6       |

## Medailisté

### Muži
| Disciplína | Zlato | Výkon   | Stříbro                                                                                              | Výkon   | Bronz                                                                                 | Výkon   |
| ---------- | --- | ------- | --- | ------- | ------------------------------------------------------------------------------------- | ------- |
| dvojbob    | Německá demokratická republika (GDR) · Wolfgang Hoppe · Dietmar Schauerhammer                                    | 3:25,56 | Německá demokratická republika (GDR) · Bernhard Lehmann · Bogdan Musiol                              | 3:26,04 | Sovětský svaz (URS) · Zintis Ekmanis · Vladimir Aleksandrov                           | 3:26,16 |
| čtyřbob    | Německá demokratická republika (GDR) · Wolfgang Hoppe · Roland Wetzig · Dietmar Schauerhammer · Andreas Kirchner | 3:20,22 | Německá demokratická republika (GDR) · Bernhard Lehmann · Bogdan Musiol · Ingo Voge · Eberhard Weise | 4:00,87 | Švýcarsko (SUI) · Silvio Giobellina · Heinz Stettler · Urs Salzmann · Rico Freiermuth | 4:00,97 |